# Fornalutx
Fornalutx is een gemeente op het eiland Mallorca in de Spaanse provincie en regio Balearen met een oppervlakte van 19 km². Fornalutx heeft 687 inwoners (1 januari 2016). Het dorpje Fornalutx ligt op een hoogte van 149 meter in het centrum van de Serra de Tramuntana, een gebergte dat zich uitstrekt van de ene kant van Mallorca naar de andere, en is omgeven door een diepe vallei die begint in de Puig Major en eindigt in Sóller. Fornalutx is een pittoresk dorpje en de omgeving heeft een grote landschappelijke waarde. Het is een van de meest bezochte plaatsjes op Mallorca. Er wonen veel buitenlanders (circa 25% van de bevolking). In de omgeving van het dorp staan vooral sinaasappelbomen, citroenbomen en cactussen.

## Geschiedenis
De geschiedenis van Fornalutx gaat meer dan duizend jaar terug, toen hier waarschijnlijk al een Arabische alquería (boerderij) stond. Na de Catalaanse verovering van het eiland in de 13e eeuw nam de bevolking in dit gebied toe. De kerk, de Església Navidad de Nostra Senyora, werd in 1639 voltooid. De geschiedenis van Fornalutx is altijd verbonden geweest met de naburige stad Sóller en de twee plaatsen vormden tot 1812 ook één gemeente. In dat jaar werd Antoni Mayol Arbona de eerste burgemeester. De huidige burgemeester is Joan Alberti Sastre.

## Demografische ontwikkeling
Bron: INE, 1857-2011: volkstellingen

## Dorp
De charme van Fornalutx is vooral dat het zijn oorspronkelijke karakter heeft weten te behouden, waarvoor het verschillende prijzen heeft gekregen. Het centrum van het dorp is de Plaça d'Espanya, een pleintje omringd door cafés en een winkel. Iets hoger dan het pleintje en bereikbaar via een trap staat de kerk, die een grote klok heeft op de gevel. Iets verderop in de straat is de Panaderia de Fornalutx (de plaatselijke bakker), en op de invalsweg naar het dorp zijn meerdere restaurants. De oude toren aan de oostkant van het dorp wordt ook gebruikt als het ajuntament (stadhuis), en is slechts een paar huizen verwijderd van het openbare washuis. Dat laatste heeft een open loggia aan de voorzijde met een lange waterbak.
De huizen in het dorp zijn van steen en voorzien van rode dakpannen. De ramen van de meeste gebouwen hebben groengeschilderde houten luiken. Bij verschillende huizen zijn aan de onderzijde van de overstekende daken schilderingen te zien. De dakpannen blijken te zijn voorzien van voornamelijk in het rood geschilderde afbeeldingen van mensen en dieren, maar ook van religieuze of astrale symbolen. Deze beschilderingen komen slechts op weinig plaatsen voor en gaat terug op de 16e tot de 18e eeuw. Ze dienen niet alleen als versiering maar ook om de bewoners te behoeden voor onheil.
Er leiden twee wegen naar Fornalutx. De smalle weg vanaf Sóller langs Biniaraix en een landschap vol terrasvormige boomgaarden met sinaasappel- en citroenbomen. Of via de ook als panoramaroute aangeduide MA-10, waarvan de afslag naar Fornalutx een fraai uitzicht biedt op de stenen huizen en terracotta daken van het dorp.

## Correbou
Vermoedelijk is Fornalutx de enige plaats op Mallorca waar nog jaarlijks in september de Correbou (een stieroffer; in het Catalaans letterlijk: stieren op straat) plaats heeft. Dat is een dag voor de viering van Dia Novitat de la Mare de Déu (de Geboorte van de Moeder van God) op 8 september. Het feest begint al vroeg met traditionele muziek van fluiten, flageoletten en tamboerijnen, die de komst van de stier aankondigt. Die krijgt door een jonge vrouw een krans van bloemen omgehangen, om vervolgens door het dorp te worden gedreven. Uiteindelijk wordt hij geslacht (in het slachthuis van Sollèr) en het vlees wordt verdeeld onder de sponsors. Deze traditie gaat terug tot het midden van de 19e eeuw. Sinds enkele jaren wordt hier tegen geprotesteerd door dierenbeschermingsorganisaties.

## Openbaar vervoer
Fornalutx wordt op werkdagen drie maal aangedaan door buslijn 212 naar l'Horta de Biniaraix, Sóller en Port de Sóller (op zaterdagen twee maal; zondags niet).

## Afbeeldingen

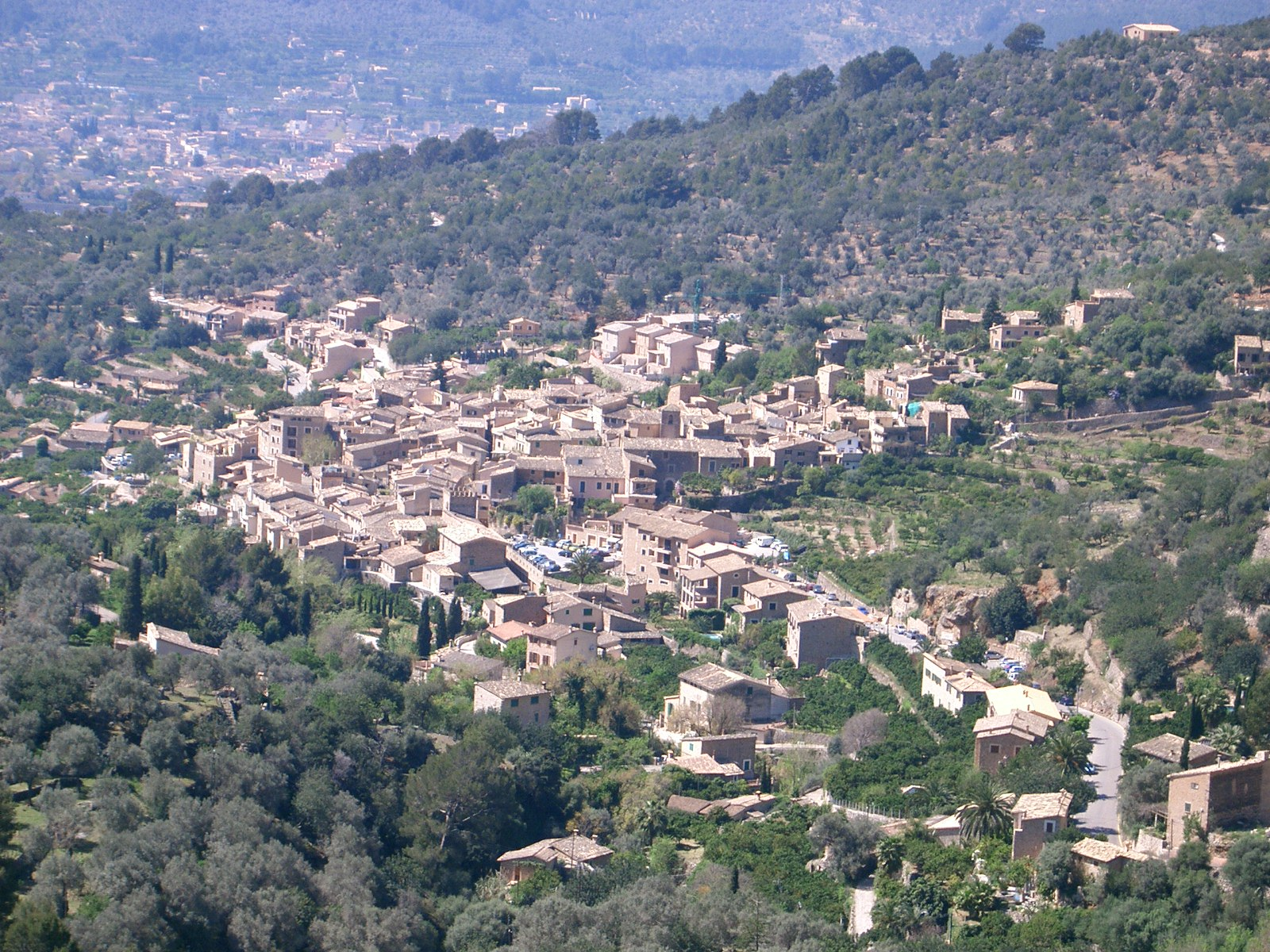
Het dorpje Fornalutx
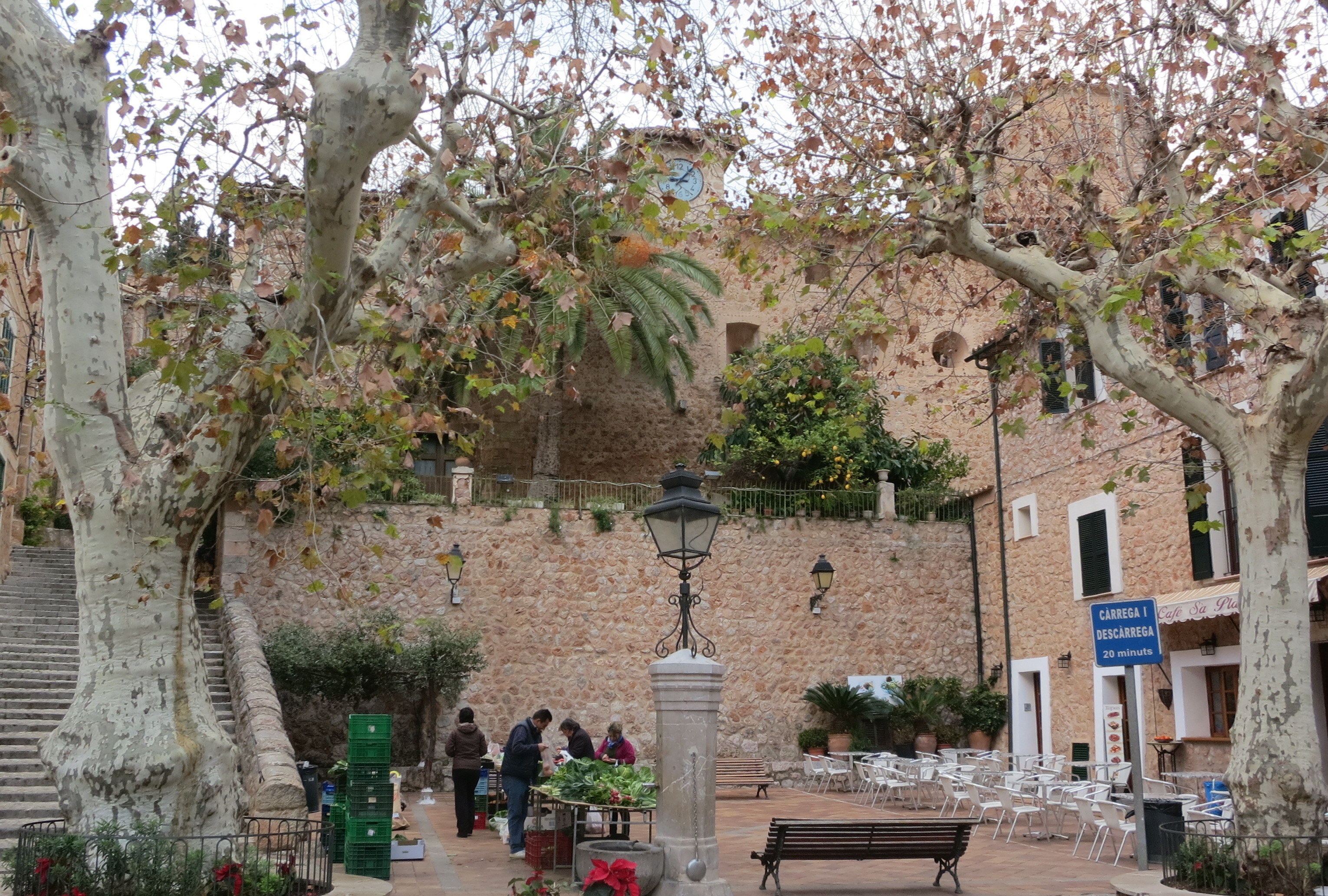
De Plaça d'Espanya met daarachter de Església Navidad de Nostra Senyora
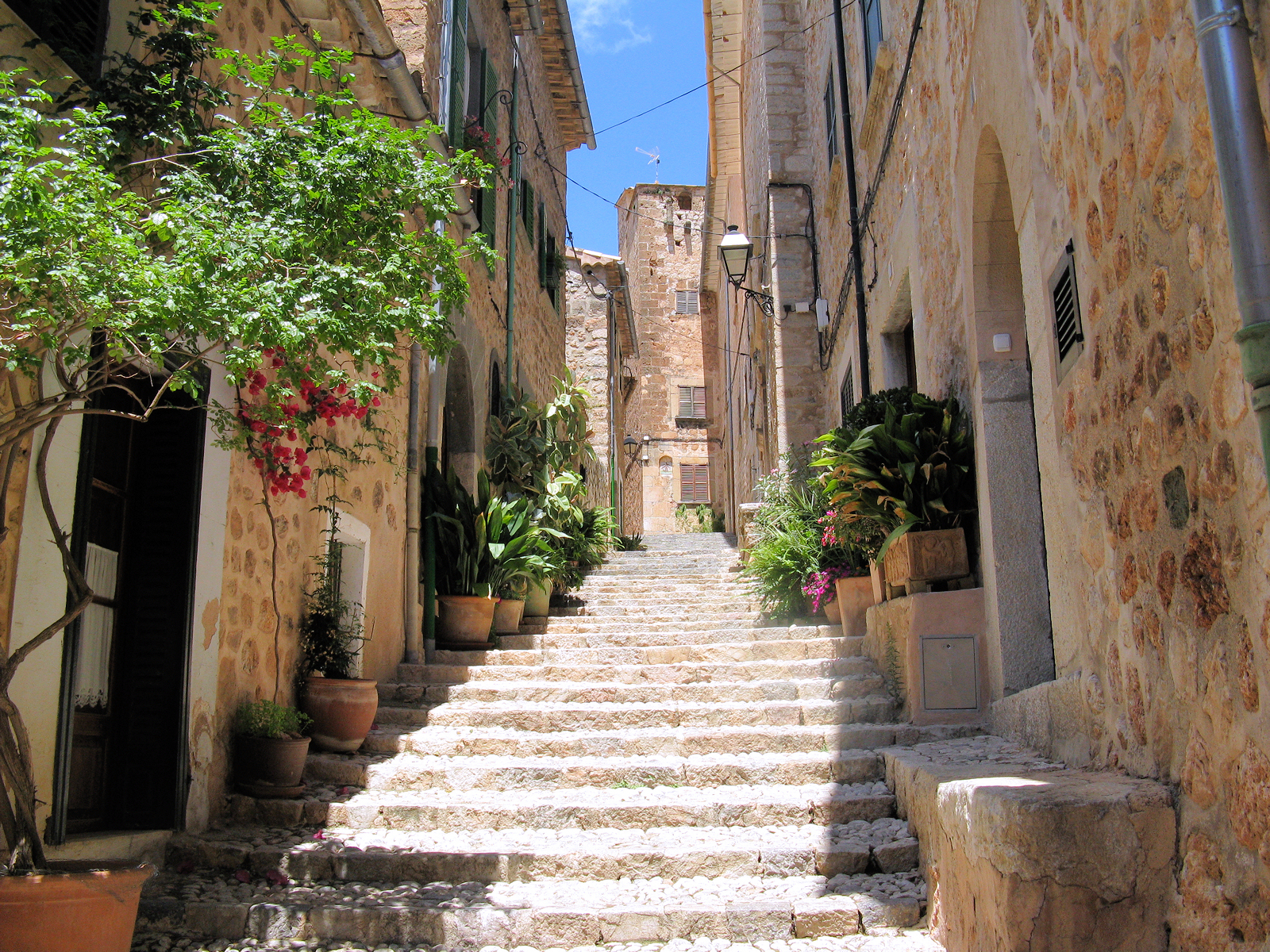
Een straatje in Fornalutx
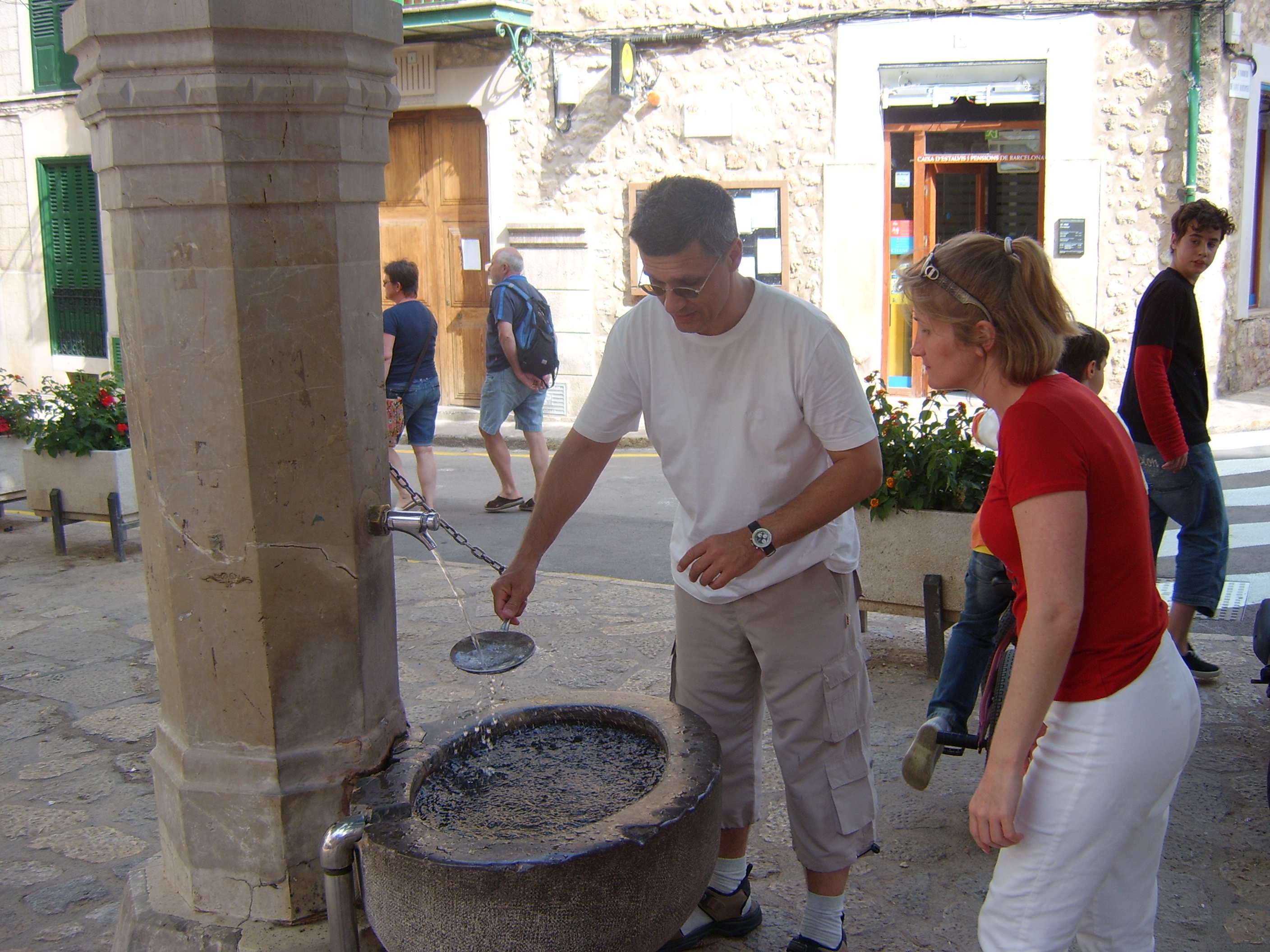
De waterpomp van Fornalutx

Alaró · Alcúdia · Algaida · Andratx · Ariany · Artà · Banyalbufar · Binissalem · Búger · Bunyola · Calvià · Campanet · Campos · Capdepera · Consell · Costitx · Deià · Escorca · Esporles · Estellencs · Felanitx · Fornalutx · Inca · Lloret de Vistalegre · Lloseta · Llubí · Llucmajor · Manacor · Mancor de la Vall · Maria de la Salut · Marratxí · Montuïri · Muro · Palma · Petra · Pollença · Porreres · Puigpunyent · Sa Pobla · Sant Joan · Sant Llorenç des Cardassar · Santa Eugènia · Santa Margalida · Santa María del Camí · Santanyí · Selva · Sencelles · Ses Salines · Sineu · Sóller · Son Servera · Valldemossa · Vilafranca de Bonany